# 1950 في البرتغال
فيما يلي قوائم الأحداث التي وقعت خلال عام 1950 في البرتغال.

## رياضة
- 1 يناير – الدوري البرتغالي الممتاز 1949-50 الفائز .

## مواليد

### يناير
- 1 يناير – جيراردو ريبيرو موسيقي برتغالي.
- 1 يناير – روزا أليس برانكو شاعرة برتغالية.
- 1 يناير – لويس فيليبي كاسترو مينديز
- 1 يناير – هيلغا موريرا كاتبة برتغالية.

### أبريل
- 18 أبريل – أرتور كوريا لاعب كرة قدم برتغالي.
- 20 أبريل – هومبيرتو كويلهو لاعب كرة قدم.

### يونيو
- 3 يونيو – باولو برانكو
- 4 يونيو – خورخي بالما موسيقي برتغالي.

### أغسطس
- 4 أغسطس – فرناندو سيلفا لاعب شطرنج برتغالي.

### سبتمبر
- 7 سبتمبر – جواكيم ميراندا سياسي برتغالي.

### ديسمبر
- 6 ديسمبر – خوسيه فيليبي مورايس كابرال دبلوماسي برتغالي.

## وفيات

### سبتمبر
- 29 سبتمبر – دوارتي لايت (مواليد 1864) سياسي برتغالي.